# John Claudius Loudon
John Claudius Loudon (Cambuslang, Escocia, 8 de abril de 1783 - Bayswater, Londres, 14 de diciembre de 1843) fue un botánico y arquitecto paisajista escocés.

## Biografía
Loudon nace en Cambuslang, Lanarkshire, Escocia en el seno de una respetable familia granjera. Allí pasa su juventud y adquiere tempranamente conocimientos prácticos sobre las plantas y la agricultura.
De adolescente, Loudon estudia Química, Botánica y Agricultura en la Universidad de Edimburgo. Cuando trabajaba en el diseño de granjas en el sur de Escocia se describió a sí mismo como paisajista. Aquella fue la época en la que los espacios de prados abiertos de cultivo comunal estaban siendo convertidos al paisaje de parcelas cercadas en propiedad de cada granja que domina en la actualidad la agricultura británica.
Hacia 1803, publica un artículo titulado Observations on Laying out the Public Spaces in London en una revista literaria. En este artículo, recomienda la introducción de árboles de follaje claro en lugar de las especies de follaje denso.
En 1806, Loudon tuvo una crisis de fiebre reumática que le dejó incapacitado, aunque sin afectar su capacidad para escribir. Sin embargo, su salud se deteriora con el tiempo, lo cual le obliga a emplear los servicios de un dibujante y de otras personas para ayudarlo.
En 1808, el general Stratton lo contrata para arreglar su parque de Tew y cultivar sus tierras. Loudon funda una escuela para iniciar a los jóvenes granjeros en los métodos de arrendamiento y las distintas maneras de cultivar el suelo. Con el fin de mejorar la difusión de los conocimientos en agronomía, publica al mismo tiempo un folleto titulado The Utility of Agricultural Knowledge to the Sons of the Landed Proprietors of Great Britain, &c., by a Scotch Farmer and Land-Agent.
De 1813 a 1814 viaja por Europa y comienza poco después a mejorar los sistemas agrícolas, en particular, con la construcción de invernaderos. Pone a punto el ángulo de orientación de los cristales con el fin de optimizar el impacto del sol. Se interesa también por la calefacción mediante la energía del sol de los alojamientos de los trabajadores.
Su visión sobre la planificación del urbanismo estaba muy adelantada a su tiempo. Se encuentra un ejemplo en su Hints for Breathing Places for Metropolis publicado en 1829. Imaginó el crecimiento de la ciudad de Londres cuidadosamente configurado bajo la influencia de anillos de espacios verdes con el fin de mejorar la calidad de vida.
En 1832, define una teoría del paisajismo en la cual la planta debe colocarse en las mejores condiciones posibles con el fin de garantizarles un buen crecimiento. Se consideraba, al principio del siglo XIX que los jardines no debían imitar la naturaleza, por eso Loudon elige formas geométricas para dibujarlos.

## Obras
Loudon es un autor prolífico. Su primera publicación:
- The Encyclopedia of Gardening  de 1822

Tras este éxito, publica
- The Encyclopedia of Agricultura en 1825

Funda en 1826 la revista Gardener’s Magazine, la primera publicación periódica dedicada íntegramente a la horticultura.
Poco tiempo después, empieza a publicar la revista Magazine of Natural History en 1828.
Publica numerosos artículos :
- The Encyclopedias of Plants (1828)
- The Encyclopedia of Cottage, Farm, Villa Architecture (1834) ; Arboretum et Fruticetum Britannicum (1838)
- Suburban Gardener (1838)
- The Encyclopedias of Trees and Shrubs (1842)
- Cemeteries (1843)

A través de estas publicaciones, Loudon deseaba alcanzar una amplia audiencia para difundir sus sueños sobre la creación del espacio común, la mejora en la planificación de las ciudades y el aprecio e interés en la agricultura y la horticultura. Gracias a sus revistas y obras pudo comunicarse tanto con la gente del pueblo como con los profesionales.

## Diseños destacados
- Jardín Botánico de Birmingham
- Arboretum de Derby, Derby
- Harewood House, West Yorkshire
- Abbey Cemetery, Bath y North East Somerset
- Ditchley, Oxfordshire
- Garth, The, Guilsfield, Powys
- Stradsett Hall, Norfolk

### Fuente
- Traducción simplificada del artículo de la Wikipedia inglesa.

- La abreviatura «Loudon» se emplea para indicar a John Claudius Loudon como autoridad en la descripción y clasificación científica de los vegetales.[1]

## Literatura
- Barbara Leisner. Ästhetisierung und Repräsentation. Die neuen Parkfriedhöfe des ausgehenden 19. Jahrhunderts. In: Arbeitsgemeinschaft Friedhof und Denkmal, Museum für Sepulkralkultur: Raum für Tote. Braunschweig 2003. ISBN 3-87815-174-8